# Estêvão Alves Correia
Estêvão Alves Correia (Cuiabá, 2 de março de 1881 - Cuiabá, 22 de julho de 1949) foi um médico e político brasileiro. Exerceu o cargo de governador de Mato Grosso de 28 de outubro de 1924 a 22 de janeiro de 1926. Formou-se na Faculdade de Medicina do Rio de Janeiro em 1905, e no ano seguinte foi nomeado sucessivamente diretor de Higiene Pública, de Instrução Pública, do Liceu Cuiabano. Eleito deputado estadual, exerceu o mandato de 1909 a 1914, de 1918 a 1926, e retornaria novamente à Assembleia Legislativa Constituinte sendo seu presidente em 1935.

## Biografia
Filho de Virgílio Alves Correia, ex-deputado estadual, presidente da Assembleia Legislativa, e vice-governador, e de Ignez Augusta Alves Correia, neta materna do Barão de Melgaço. Estêvão Correia foi casado com Elvira Alves Metello, com quem tiveram, entre outros, os filhos Virgílio Alves Correia Neto, José M. Alves Correia, Luís Alves Correia e Estêvão Alves Correia Filho.

## O governo de Estêvão Correia
O governador Pedro Celestino Corrêa da Costa se afastou devido a problemas de saúde na metade do mandato, e então assumiu Estêvão Correia dando continuidade à gestão anterior. O novo governador nomeou como secretário geral o seu irmão Virgílio Correia Filho. A gestão foi discreta, exceto que no período enfrentou dois movimentos militares, a Coluna Prestes, que não traria grandes problemas, e a milícia de José Morbeck, na região garimpeira do Garças-Araguaia, que sustentou confronto aberto ao governo estadual. O conflito no Araguaia deixou uma despesa de 1.096:916$150, incluído cinco meses de salários atrasados da tropa, e uma dívida total do Estado de Mato Grosso de 10.0618:91$814.  Em sua defesa, o governo disse que contratou 3.239:714$475 para construir pontes, barragens, prédios escolares e 3 mil km de estradas de rodagem, sendo metade na região garimpeira, avançando para o sul, até Três Lagoas, o que levaria o trajeto Cuiabá a Três Lagoas ser percorrido em 38 horas.